# Pattinaggio di velocità ai XXIV Giochi olimpici invernali - 5000 m femminile
La gara dei 5000 metri femminile di pattinaggio di velocità dei XXIV Giochi olimpici invernali di Pechino è stata disputata il 10 febbraio 2022 sulla pista del National Speed Skating Oval a partire dalle ore 20:00 (UTC+8). Vi hanno partecipato 12 atlete provenienti da 10 nazioni.
La competizione è stata vinta dalla pattinatrice olandese Irene Schouten, mentre l'argento e il bronzo sono andati rispettivamente alla canadese Isabelle Weidemann e alla ceca Martina Sáblíková.

## Record
Prima della competizione il record del mondo e il record olimpico erano i seguenti:
| Record mondiale | 6'39"02 | Natal'ja Voronina Russia   | 15 febbraio 2020 Salt Lake City, Stati Uniti |
| Record olimpico | 6'46"91 | Claudia Pechstein Germania | 23 febbraio 2002 Salt Lake City, Stati Uniti |

Durante la competizione è stato battuto il seguente record:
| Data        | Evento     | Atleta         | Nazione     | Tempo   | Record          |
| ----------- | ---------- | -------------- | ----------- | ------- | --------------- |
| 10 febbraio | Batteria 6 | Irene Schouten | Paesi Bassi | 6'43"51 | Record olimpico |

## Risultati
| Pos.    | Batteria | Corsia | Atleta                 | Nazione     | Tempo   | Distacco | Note             |
| ------- | -------- | ------ | ---------------------- | ----------- | ------- | -------- | ---------------- |
| Oro     | 6        | I      | Irene Schouten         | Paesi Bassi | 6'43"51 | -        | Record olimpico  |
| Argento | 5        | I      | Isabelle Weidemann     | Canada      | 6'48"18 | +4"67    |                  |
| Bronzo  | 4        | I      | Martina Sáblíková      | Rep. Ceca   | 6'50"09 | +6"58    |                  |
| 4       | 6        | O      | Francesca Lollobrigida | Italia      | 6'51"76 | +8"25    | Record nazionale |
| 5       | 5        | O      | Ragne Wiklund          | Norvegia    | 6'56"34 | +12"83   |                  |
| 6       | 3        | O      | Natal'ja Voronina      | ROC         | 6'56"99 | +13"48   |                  |
| 7       | 3        | I      | Sanne in 't Hof        | Paesi Bassi | 6'59"77 | +16"26   |                  |
| 8       | 4        | O      | Misaki Oshigiri        | Giappone    | 7'01"17 | +17"66   |                  |
| 9       | 1        | O      | Maryna Zuyeva          | Bielorussia | 7'02"91 | +19"40   |                  |
| 10      | 1        | I      | Momoka Horikawa        | Giappone    | 7'06"92 | +23"41   |                  |
| 11      | 2        | I      | Han Mei                | Cina        | 7'08"37 | +24"86   |                  |
| 12      | 2        | O      | Magdalena Czyszczoń    | Polonia     | 7'21"49 | +37"98   |                  |